# Sancey
Sancey é uma comuna francesa na região administrativa da Borgonha-Franco-Condado, no departamento de Doubs. Estende-se por uma área de 30.57 km². Em 2010 a comuna tinha 1 370 habitantes (densidade: 44,8 hab./km²).
Foi criada em 1 de janeiro de 2016, a partir da fusão das antigas comunas de Sancey-le-Grand e Sancey-le-Long.